# 14f13行動
14f13行动是納粹德國實施的一個杀害集中营囚犯的计划。集中营方面会将病弱、年老以及被认定不适宜劳作的犯人挑出来，之后统一将其杀害。该行动始于1941年，终于1944年，后来，納粹德國又決定將集中营中的其他囚犯殺死。